# Bobé
Bobé är en ort i Benin. Den ligger i den södra delen av landet, 220 km norr om huvudstaden Porto-Novo. Bobé ligger 238 meter över havet och antalet invånare är 4 393.
Terrängen runt Bobé är platt. Närmaste större samhälle är Akpassi, 11,5 km väster om Bobé.
I omgivningarna runt Bobé växer huvudsakligen savannskog. Runt Bobé är det ganska glesbefolkat, med 25 invånare per kvadratkilometer.